# 기쿠마번
기쿠마 번(일본어: 菊間藩 기쿠마한[*])은 일본 메이지 시대 초기 가즈사국 이치하라 군 기쿠마(지금의 지바현 이치하라시 기쿠마)에 있던 번이다. 번청은 기쿠마 진야이다.

## 번의 역사
메이지 원년(1868년) 5월 24일 도쿠가와 이에사토가 슨푸번으로 이봉되면서, 그때까지 누마즈 번주였던 미즈노 다다노리의 5만 석 영지 중에서 누마즈 일대의 2만 3천 7백 석이 이에사토의 소령으로 편입되었다. 다다노리는 그 대신 가즈사 국 이치하라 군 기쿠마 일대의 2만 3천 7백 석 영지를 받고 기쿠마 번을 세웠다. 그는 새로운 번청의 건설과 번교의 창설에 진력하였다. 기쿠마 번은 메이지 4년(1871년)의 폐번치현으로 폐지되었다.

## 역대 번주
- 미즈노 다다노리(水野忠敬) 재위 1868년 ~ 1871년